# نولسوي
نولسوي نولسوي هو أدنى من جزر فارو. وأعلى نقطة هي إغجاركلتور (372 م) على جبل هوغوي. الساحل الجنوبي يحتوي على اثنين من الرؤوس، ولكل منها منارة في الجنوب الشرقي، (بوران في الجنوب). وقد بنيت المنارات في أواخر القرن الثامن عشر لمساعدة المهربين على العمل ضد الاحتكار التجاري الذي لا يحظى بشعبية الذي فرضته الدنمارك. وفي عام 2005، أصدر البنك الوطني الدانمركي عملة تذكارية بقيمة 20 كرونة دانمركية للمنارة.
هناك مستوطنة واحدة فقط في الجزيرة، وتسمى أيضا نولسوي، على الساحل الشمالي الغربي لشبه جزيرة ستونغين التي تعلق على بقية الجزيرة برزخ على نطاق متر. يمكن الوصول إلى الجزيرة عن طريق رحلة العبارة التي تستغرق 20 دقيقة من تورشافن. يذهب ما يصل إلى 40 شخصا يعيشون في نولسوي للعمل في تورشافن كل صباح. في السنوات الأخيرة انتقلت العديد من الأسر الشابة من تورشافن إلى نولسوي حيث المنازل أرخص من تورشافن. بهذه الطريقة من الممكن أن يعيش "في البلاد"، ولا يزال 20 دقيقة فقط من العاصمة.

## المناخ
يظهر الجدول التالي التغييرات المناخية على مدار السنة لنولسوي:
| البيانات المناخية لـنولسوي              | البيانات المناخية لـنولسوي | البيانات المناخية لـنولسوي | البيانات المناخية لـنولسوي | البيانات المناخية لـنولسوي | البيانات المناخية لـنولسوي | البيانات المناخية لـنولسوي | البيانات المناخية لـنولسوي | البيانات المناخية لـنولسوي | البيانات المناخية لـنولسوي | البيانات المناخية لـنولسوي | البيانات المناخية لـنولسوي | البيانات المناخية لـنولسوي | البيانات المناخية لـنولسوي |
| الشهر                                   | يناير                      | فبراير                     | مارس                       | أبريل                      | مايو                       | يونيو                      | يوليو                      | أغسطس                      | سبتمبر                     | أكتوبر                     | نوفمبر                     | ديسمبر                     | المعدل السنوي              |
| --------------------------------------- | -------------------------- | -------------------------- | -------------------------- | -------------------------- | -------------------------- | -------------------------- | -------------------------- | -------------------------- | -------------------------- | -------------------------- | -------------------------- | -------------------------- | -------------------------- |
| الدرجة القصوى °م (°ف)                   | 12.1 (53.8)                | 10.6 (51.1)                | 10.8 (51.4)                | 13.3 (55.9)                | 18.2 (64.8)                | 18.6 (65.5)                | 18.0 (64.4)                | 17.8 (64.0)                | 17.2 (63.0)                | 14.0 (57.2)                | 12.2 (54.0)                | 11.5 (52.7)                | 18.6 (65.5)                |
| متوسط درجة الحرارة الكبرى °م (°ف)       | 5.2 (41.4)                 | 5.5 (41.9)                 | 5.8 (42.4)                 | 6.8 (44.2)                 | 8.8 (47.8)                 | 10.6 (51.1)                | 11.9 (53.4)                | 12.2 (54.0)                | 10.6 (51.1)                | 8.9 (48.0)                 | 6.8 (44.2)                 | 5.9 (42.6)                 | 8.2 (46.8)                 |
| المتوسط اليومي °م (°ف)                  | 3.5 (38.3)                 | 3.8 (38.8)                 | 3.9 (39.0)                 | 4.7 (40.5)                 | 6.7 (44.1)                 | 8.5 (47.3)                 | 9.9 (49.8)                 | 10.2 (50.4)                | 8.8 (47.8)                 | 7.3 (45.1)                 | 5.0 (41.0)                 | 4.0 (39.2)                 | 6.3 (43.3)                 |
| متوسط درجة الحرارة الصغرى °م (°ف)       | 1.2 (34.2)                 | 1.6 (34.9)                 | 1.6 (34.9)                 | 2.5 (36.5)                 | 4.8 (40.6)                 | 6.6 (43.9)                 | 8.2 (46.8)                 | 8.4 (47.1)                 | 6.8 (44.2)                 | 5.2 (41.4)                 | 2.8 (37.0)                 | 1.6 (34.9)                 | 4.3 (39.7)                 |
| أدنى درجة حرارة °م (°ف)                 | −7.6 (18.3)                | −6.8 (19.8)                | −8.4 (16.9)                | −6.6 (20.1)                | −2.6 (27.3)                | 0.4 (32.7)                 | 2.7 (36.9)                 | 2.4 (36.3)                 | 1.0 (33.8)                 | −4.0 (24.8)                | −7.2 (19.0)                | −9.2 (15.4)                | −9.2 (15.4)                |
| الهطول مم (إنش)                         | 99 (3.9)                   | 72 (2.8)                   | 92 (3.6)                   | 59 (2.3)                   | 56 (2.2)                   | 54 (2.1)                   | 60 (2.4)                   | 66 (2.6)                   | 107 (4.2)                  | 126 (5.0)                  | 107 (4.2)                  | 109 (4.3)                  | 1٬006 (39.6)               |
| متوسط أيام هطول الأمطار (≥ 1.0 mm)      | 19                         | 15                         | 18                         | 13                         | 12                         | 11                         | 12                         | 13                         | 18                         | 20                         | 19                         | 20                         | 189                        |
| المصدر: Danish Meteorological Institute |                            |                            |                            |                            |                            |                            |                            |                            |                            |                            |                            |                            |                            |